# Karawanken Autobahn
Die Karawanken Autobahn A 11 ist eine Autobahn in Kärnten und Teil der Europastraße 61.
Sie beginnt am Knoten Villach (A 2) in direkter Verlängerung der Tauern Autobahn (A 10) und führt durch das Rosental zur slowenischen Grenze. Nach lediglich 21 km hat man die Karawanken durchquert. Sie ist durchgängig mit zwei Fahrstreifen pro Fahrtrichtung und meist ohne Pannenstreifen  ausgebaut. Die Karawanken Autobahn endet an der Staatsgrenze zu Slowenien in der Mitte des 7,9 km langen, bis zu dessen Gesamtfreigabe im Jahr 2026 noch einröhrigen, Karawankentunnel im Gegenverkehr, für den eine gesonderte Maut von derzeit 8,20 Euro pro Kfz direkt vor Ort oder als Videomaut zu entrichten ist und für den in den Stoßzeiten der Ferienreisezeit auch ggf. Blockabfertigung gilt.
Auf slowenischer Seite folgt die Fortsetzung als Autobahn A 2, über die man nach Ljubljana gelangt.

## Streckenverlauf
Die Karawankenautobahn beginnt am Knoten Villach im Drautal, übersetzt die Drau und gelangt an der südlichen Talflanke bis etwa St. Martin. An den Ostabhängen des Petelin gelangt die Trasse zum Talübergang Winkl des Mühlbachs. Von dort geht es an der Ostflanke der Gratschenitzen bis Rosenbach, wo oberhalb des Bahnhofs Rosenbach die Mautstelle angelegt wurde.